# Theodor Schütte
Ludvig Theodor Schütte (13. januar 1835 på Haraldskær ved Vejle – 30. januar 1915 på Bygholm) var en dansk godsejer (i samtiden kaldt proprietær) og politiker.
Schütte var søn af kammerherre, godsejer August Theodor Schütte og hustru f. Ammitzbøll.
Han blev student fra Horsens 1853, cand. jur. 1860, købte 1869 Eskjær, som stadig er i familiens besiddelse, og arvede 1889 Bygholm gods efter faderen. Han blev 1892 Ridder af Dannebrog.
Da gårdejer Jens Jørgensen i 1869 trak sig tilbage som folketingsmand i Horsenskredsen, stillede Schütte op som modkandidat til redaktør Johannes Tauber, men sidstnævnte sejrede med 859 stemmer mod 523. Ved et suppleringsvalg i 8. landstingskreds blev Schütte dog i stedet valgt til landstingsmand 17. marts 1875, men han fik ikke tilstrækkeligt med stemmer ved det ordinære valg 1. oktober 1878. Han var en af tingets sekretærer 1875-76. Han var konservativ.
Han var gift med Augusta Marie Cathrine f. Petersen (død 1896) og fader til filologen Gudmund Schütte.